# Врублевский, Виталий Константинович
Виталий Константинович Врублевский (5 февраля 1932 года, село Пища — 3 ноября 2008, Киев) — украинский советский государственный деятель, профессор, доктор экономических наук. Депутат Верховного Совета УССР 9—11-го созывов. Член ЦК КПУ в 1976—1990 годах. Лауреат Государственной премии УССР в области науки и техники (1985).
Муж писательницы Валерии Врублевской.

## Биография
В 1956 году окончил Киевский государственный университет имени Тараса Шевченко.
С 1956 года — преподаватель политической экономии Житомирского техникума землеустройства.
Член КПСС с 1960 года.
В 1963 году окончил аспирантуру Киевского государственного университета имени Тараса Шевченко.
В 1963—1964 годах — исполняющий обязанности доцента, старший преподаватель кафедры политэкономии Киевского государственного университета имени Тараса Шевченко.
В 1964—1972 годах — лектор, руководитель лекторской группы отдела пропаганды и агитации ЦК КПУ.
В 1981 году защитил докторскую диссертацию «Закономерности развития общественного труда под влиянием НТР в условиях зрелого социализма».
В 1972—1989 годах — помощник 1-го секретаря ЦК Компартии Украины Владимира Щербицкого. С 1989 года работал инспектором ЦК КПУ.
После ухода Владимира Щербицкого на пенсию Виталий Врублевский тоже оставил партийную карьеру и занялся наукой. Был членом президиума Украинского совета мира, вице-президентом Украинского общества «Интеллект нации». В 1993 году написал книгу «Владимир Щербицкий: правда и вымыслы».
Умер 3 ноября 2008 года после тяжелой болезни. Похоронен в Киеве на Байковом кладбище (участок № 33).

## Награды
- Заслуженный деятель науки и техники Украины.
- Лауреат Государственной премии УССР в области науки и техники (премия присуждена постановлением ЦК Компартии Украины и Совета Министров УССР № 417 от 2 февраля 1985 года)[4]